# هوديوس 22222
هوديوس 22222 أو الكويكب 22222، التعين المؤقت له  الكويكب 3156T-2. هو كويكب من كويكبات طروادة ينتمي إلى كويكبات معسكر الإغريق اكتشف في سنة 3156. اشتق اسم هذا الكويكب من اسم إحدى الشخصيات الإغريقية في ملحمة الإلياذة لهوميروس.
كباقي كويكبات معسكر الإغريق يقع مداره في النقطة L4 من نقاط لاغرانج وفق نظام الشمس - المشتري. يبلغ القدر المطلق لهذا الكويكب 12.4 ونصف المحور الرئيسي لمداره 5.082 وحدة فلكية. وقد تم رصده 15 مرة حتى شباط/فبراير 2013. الإشارة المرجعية له وفق الملحق الدوري لمدارات الكويكبات هي MPO250430‏